# S Aquilae
S Aquilae är en halvregelbunden variabel (SRA) i stjärnbilden Örnen.
Stjärnan varierar mellan visuell magnitud +8,9 och 12,8 med en period av 146,45 dygn.